# Taḩtālī
Taḩtālī (persiska: تحتالی) är ett samhälle i Iran.   Det ligger i provinsen Kerman, i den sydöstra delen av landet, 1 100 km sydost om huvudstaden Teheran. Taḩtālī ligger 675 meter över havet och antalet invånare är 168.
Terrängen runt Taḩtālī är platt åt sydväst, men åt nordost är den kuperad.Runt Taḩtālī är det glesbefolkat, med 8 invånare per kvadratkilometer. Närmaste större samhälle är Sargar, 10,0 km öster om Taḩtālī. Trakten runt Taḩtālī är ofruktbar med lite eller ingen växtlighet.